# Papyrus Reverseaux
Les papyrus Reverseaux désigne un ensemble de trois papyrus acquis par le comte de Reverseaux à Alexandrie en 1823 et actuellement exposés au Musée du Louvre depuis 2019.

## Description
- Le papyrus Reverseaux I décrit l'œuvre d'un scribe ;
- Le papyrus Reverseaux II est une partie du chapitre XVII du Livre des morts rédigée durant la XVIIIe dynastie ;
- Le papyrus Reverseaux III est une lettre datée de Ramsès II.